# زمین‌لرزه ۱۹۷۶ پاپوآ
زمین‌لرزه پاپوآ  در تاریخ ۲۵ ژوئن ۱۹۷۶ میلادی، برابر با ‎۴ تیر ۱۳۵۵، ساعت ۱۹:۱۸:۵۶ به زمان یوتی‌سی در اندونزی، منطقه پاپوآ رخ داد. ژرفای این زلزله ۲٫۸ کیلومتر بود. بزرگی آن ۷٫۱ در مقیاس Mw اعلام شده‌است. زمین‌لرزه به وقت محلی در روز شنبه، ساعت ۴ روی داده و منطقه زمانی آن یوتی‌سی +۹ بوده‌است .
سازمان زمین‌شناسی آمریکا نیز رومرکز این زمین‌لرزه را در مختصات ۴°۳۶′۱۱″جنوبی ۱۴۰°۰۵′۲۸″شرقی / ۴٫۶۰۳°جنوبی ۱۴۰٫۰۹۱°شرقی و ژرفای آن را در ۳۳ کیلومتر گزارش کرده‌است. بزرگی برگزیدهٔ آن ۷٫۱ در مقیاس Ms بوده‌است. این سازمان، از دید اثر، در میان سه دسته‌بندی «نامحسوس»، «محسوس»، «زیان‌آور» یا «با تلفات»، زلزله را «با تلفات» اعلام کرده‌است.۶ روستا در زمین‌لرزه خراب شده‌است.رانش زمین در آن به وجود آمده‌است.
پروژهٔ «تنسور گشتاور مرکزوار» زاویه‌های (راستا، شیب، ریک) گسل سازندهٔ زمین‌لرزه و صفحه عمود بر آن را (°۹، °۵۹، °۱۵۳) یا (°۱۱۳، °۶۷، °۳۴) و نوع گسل را «امتدادلغز» فرارسانده‌است.
شمار کشتگان زلزله حدود ۴۲۲ نفر بوده‌است.